# Erebia arctica
Pour les articles homonymes, voir Moiré.
Espèce
Erebia arctica est une espèce de lépidoptères (papillons) de la famille des Nymphalidae, originaire de Russie.

## Description
L'imago d’Erebia arctica est un petit papillon marron avec une bande postdiscale cuivrée aux ailes antérieures et postérieures.

## Distribution et biotopes
Erebia arctica est originaire de la partie européenne de la Russie arctique, où elle réside dans les landes et prairies marécageuses et la toundra montagnarde jusqu'à 1 000 m d'altitude.

## Biologie
L'espèce est univoltine et les imagos volent en juin et juillet.
Les plantes hôtes des chenilles sont des graminées.

## Systématique
L'espèce Erebia arctica a été décrite par l'entomologiste finlandais Bertil Poppius (fi) en 1906. Un synonyme est Erebia boreomontanum Sedykh, 1979.
Une sous-espèce a été décrite de l'Oural polaire : Erebia arctica flaveoides Korshunov & Tatarinov, 1996.
Certains auteurs considèrent arctica et flaveoides comme des sous-espèces d’Erebia euryale.